# Александар Кошка
Александр Кошка (влах: Alexandru Coshca;1873, Гопеш, Бітольсько — 22 травня 1907, між Сливницею та Курбіновим, Ресенсько) — македонський революціонер і румунський офіцер , учасник македонського революційного руху, член і лідер Македонської революційної організації.

## Біографія

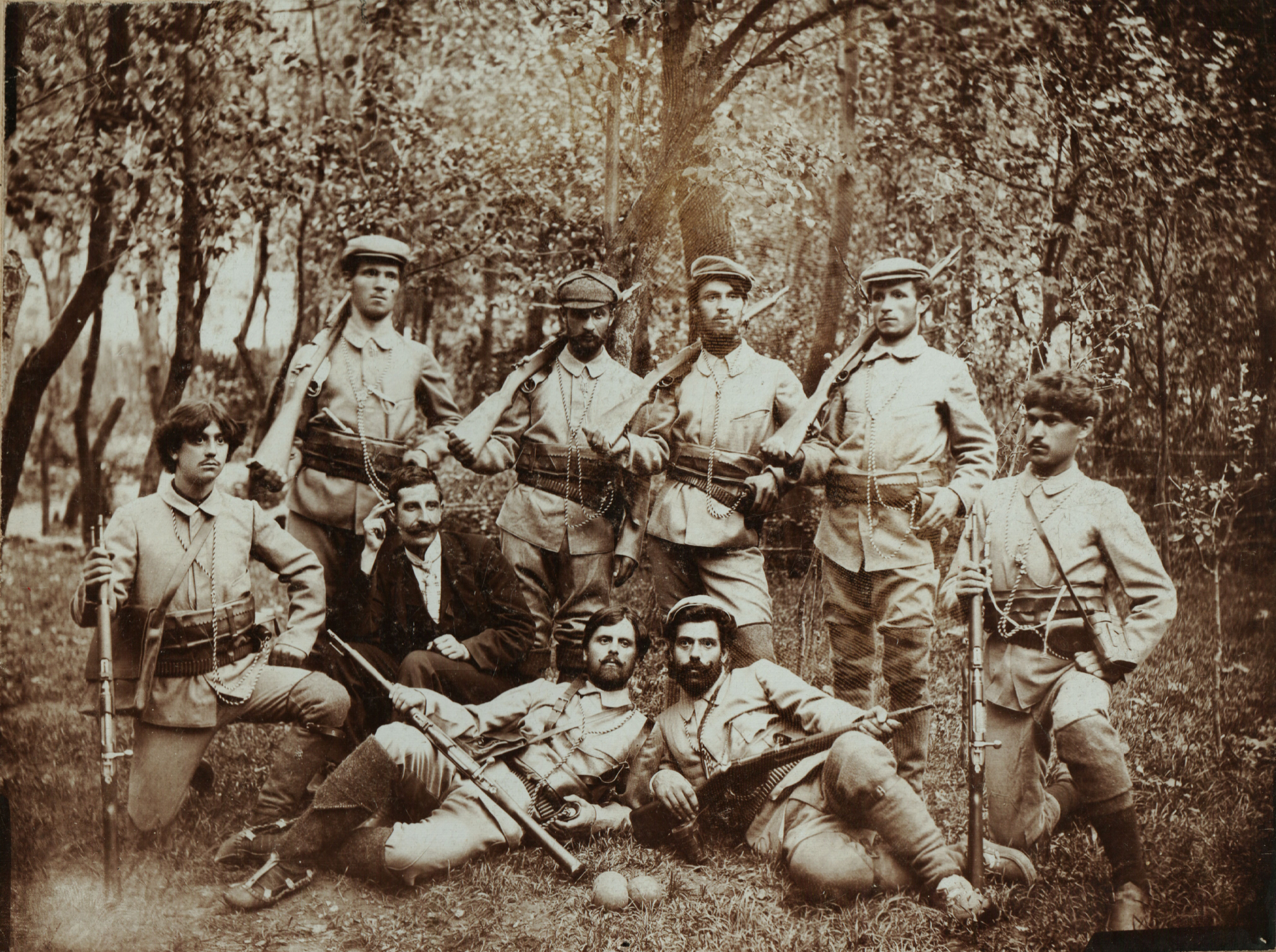
Друга власька рота Мучитанова. Зліва направо. Лежачи: воєвода Георгій Мухтинов з Крушева, воєвода Олександр Коска з Гопеша. На колінах: Лецу Нане з Крушева, в костюмі Такі Леаб, Такі Дінча з Крушева. Виправлено: Георгі Гакі Доді з Гопеша, Коле Поп Стефанов з Маловишта, Мілан Слівіка з Маловишта, Ванчо Дамаш з Гопеша

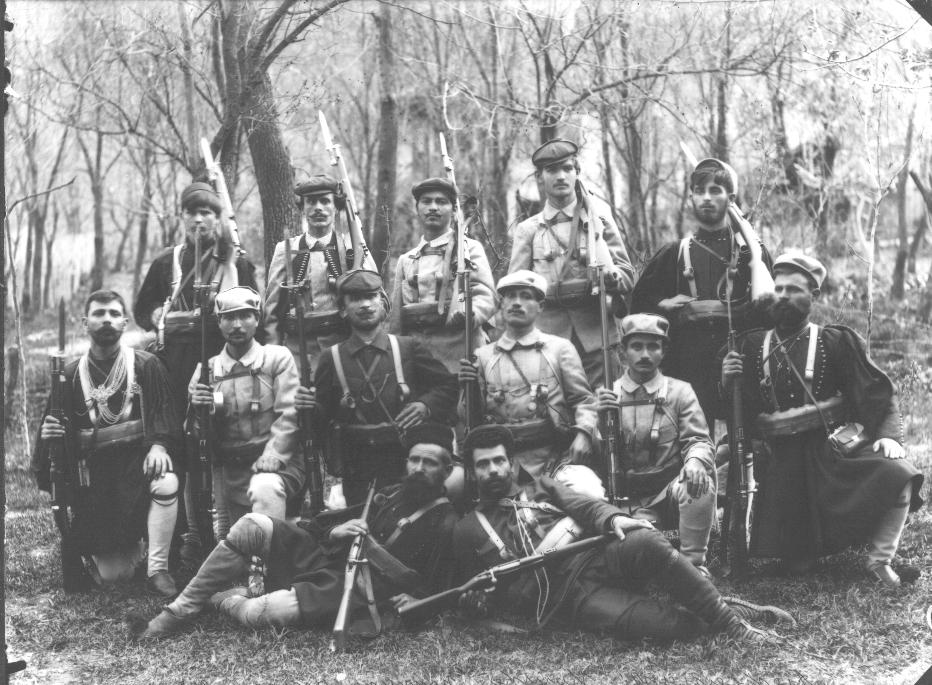
Компанія Олександра Коски (лежачи праворуч) і Стерьо Апостоліна

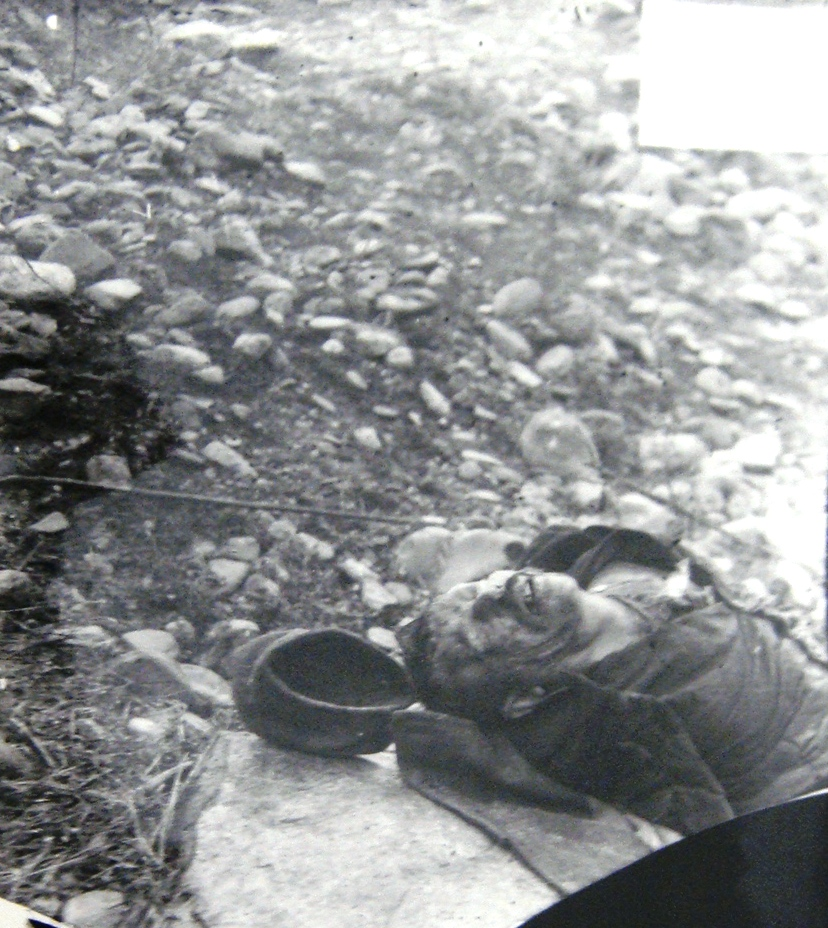
Воєвода Кошка, убитий у зіткненнях з Аскерами, знятий братами Манакі

Кошка народився в бітольському селі Гопеш у 1873 році. Закінчив румунську середню школу в Бітолі, а потім вивчав медицину в Бухаресті. Він був одним із найактивніших влахів-членів ВМОРО. У 1902 році повернувся до Македонії і вступив до лав ВМОРО. У 1903 році був у компанії Парашкева Цветкова. Брав участь у Ілінденському повстанні як воєвода у Пелістері. Після повстання організував влаські села в Бітолі та Пінді. Загинув разом із чотирма четниками 1907 році. Василь Балевський сказав про нього: